# Temporada 1969-1970 del FC Barcelona
Les dades més destacades de la temporada 1969-1970 del Futbol Club Barcelona són les següents:

## 1970

### Juny
- 6 juny - Quarts de final de la Copa del Generalíssim: El Barça empata 1-1 contra el Madrid, i perd l'eliminatòria per un global de 3-1. L'àrbitre Guruceta va sancionar amb penal una entrada de Rifé a Velázquez a dos metres fos de l'àrea, i també va expulsar el blaugrana Eladio per protestar, en un partit que va acabar amb la policia sobre la gespa del Camp Nou. Guruceta va romandre recusat pel Barcelona fins al juliol de 1985.[1]

### Febrer
- 4 febrer - Copa de Fires. Vuitens de final. Tornada. El Barça empata (1-1) a San Siro i cau eliminar per l'Inter de Milà en la repetició del partit suspès per la boira sis dies abans. El partit es juga a les 13.30 del migdia, Rexcah iguala el gol inicial de Bonisegna i el Barça llueix samarreta blanca i pantaló blau.

### Gener
- 29 gener - El sorteig dels quarts de final de la Copa de Fires celebrat a Zuric emparella el guanyador de l'eliminatòria pendent Inter-Barça amb l'Hertha de Berlín
- 28 gener - Copa de Fires. Vuitens de final. Tornada. L'espessa boira sobre San Siro obliga a suspendre el partit entre el Barça i l'Inter de Milà quan es portaven jugats 33 minuts de joc i els italians dominaven el marcador (1-0) amb un gol de Bonisegna. El partit i el resultat queden invalidats i s'haurà d'iniciar novament amb 0-0
- 14 gener - Copa de Fires. Vuitens de final. Anada. L'Inter de Milà s'imposa al Barça (1-2) al Camp Nou. Bonisegna i Bertini fan els gols italians i Fusté marca pel blaugrana.
- 4 gener - 17a. jornada de Lliga. Mal partit del Barça a Riazor on només pot arrencar un empat (0-0) amb el Deportivo de la Corunya. A la classificació l'equip de Buckingham és novè a 7 punts de l'Athletic Club i de l'Atlètic de Madrid que comparteixen liderat.

## Plantilla[2][3]
| Porters - Miguel Reina - Salvador Sadurní - Joan Valiente | Defenses - Gallego - Antoni Torres - Eladi Silvestre - Joaquim Rifé - Francisco Romea - Josep Franch - Josep Sanjuan | Centrecampistes - Marcial Pina - Pedro María Zabalza - Santiago Castro - Josep Maria Fusté - Juan Carlos Pérez - Ramoní - Josep Pau Garcia Castany | Davanters - José Antonio Zaldúa - Carles Rexach - Ramon Alfonseda - Lluís Pujol - Narcís Martí Filosia - Carlos Pellicer - Miguel Ángel Bustillo |

## Classificació
- Lliga d'Espanya: Quarta posició amb 35 punts (30 partits, 13 victòries, 9 empats, 8 derrotes, 40 gols a favor i 31 en contra).
- Copa d'Espanya: Quarts de final. Eliminà el RCD Espanyol i Celta de Vigo, però caigué amb el Reial Madrid.
- Copa de Fires: Vuitens de final. Eliminà el B1913 i Raba ETO Győr, però perdé davant l'Inter de Milà.

## Resultats
| PARTITS |
| --- |
| 02-08-69. AMISTÓS GRANOLLERS-BARCELONA 1-2 06-08-69. AMISTÓS BLANES-BARCELONA 2-8 08-08-69. TROFEU CIUTAT DE PALMA BARCELONA-HAMBURGO 2-2 09-08-69. AMISTÓS L,ESCALA-BARCELONA 0-9 10-08-69. TROFEU CIUTAT DE PALMA BARCELONA-STANDARD LIEJA 1-0 15-08-69. AMISTÓS SURIA-BARCELONA 0-7 16-08-69 . "COSTA DEL SOL" BARCELONA-RIVER PLATE 0-0 17-08-69 . "COSTA DEL SOL" BARCELONA-CORINTHIANS 1-2 17-08-69. AMISTÓS MALGRAT-BARCELONA 0-7 21-08-69. AMISTÓS EUROPA-BARCELONA 0-3 23-08-69. AMISTÓS SABADELL-BARCELONA 1-3 26-08-69 . IV "JOAN GAMPER" BARCELONA-SLOVAN BRATISLAVA 2-1 27-08-69 . IV "JOAN GAMPER" BARCELONA-ZARAGOZA 2-1 30-08-69 . "MOHAMED V" BARCELONA-SAO PAULO 2-0 31-08-69 . "MOHAMED V" BARCELONA-BAYERN MUNICH 2-2 /4-3/ penals 06-09-69. AMISTÓS BARCELONA-PALMEIRAS 1-2 11-09-69. AMISTÓS PALAMOS-BARCELONA 1-5 14-09-69. LLIGA REAL MADRID-BARCELONA 3-3 17-09-69. COPA DE FIRES BARCELONA-ODENSE 4-0 21-09-69. LLIGA BARCELONA-DEPORTIVO LA CORUNA 1-0 25-09-69. AMISTÓS FARNES-BARCELONA 1-3 28-09-69. LLIGA PONTEVEDRA-BARCELONA 0-0 01-10-69. COPA DE FIRES ODENSE-BARCELONA 0-2 05-10-69. LLIGA BARCELONA-ATHLETIC BILBAO 3-2 12-10-69. LLIGA REAL SOCIEDAD-BARCELONA 1-0 18-10-69. LLIGA BARCELONA-SABADELL 3-1 21-10-69. COPA DE FIRES VASAS GYOR-BARCELONA 2-3 26-10-69. LLIGA SEVILLA-BARCELONA 3-0 29-10-69. AMISTÓS REUS-BARCELONA 1-2 02-11-69. LLIGA BARCELONA-ATLETICO MADRID 1-2 09-11-69. LLIGA VALENCIA-BARCELONA 0-0 11-11-69. AMISTÓS BALAGUER-BARCELONA 0-5 12-11-69. AMISTÓS LLORENT-BARCELONA 1-5 16-11-69. LLIGA BARCELONA-CELTA 2-1 23-11-69. LLIGA MALLORCA-BARCELONA 3-2 26-11-69. COPA DE FIRES BARCELONA-VASAS GYOR 2-0 30-11-69. LLIGA BARCELONA-GRANADA 1-0 07-12-69. LLIGA ZARAGOZA-BARCELONA 2-1 14-12-69. LLIGA LAS PALMAS-BARCELONA 1-0 21-12-69. LLIGA BARCELONA-ELCHE 1-1 25-12-69. AMISTÓS BARCELONA-PARTIZAN DE BELGRADO 2-2 28-12-69. LLIGA BARCELONA-REAL MADRID 1-0 04-01-70. LLIGA DEPORTIVO LA CORUNA-BARCELONA 0-0 07-01-70. AMISTÓS SANT ANDREU-BARCELONA 0-5 11-01-70. LLIGA BARCELONA-PONTEVEDRA 2-0 14-01-70. COPA DE FIRES BARCELONA-INTER MILAN 1-2 18-01-70. LLIGA ATLETIC BILBAO-BARCELONA 1-1 25-01-70. LLIGA BARCELONA-REAL SOCIEDAD 2-1 28-01-70. COPA DE FIRES INTER MILAN-BARCELONA 1-0 suspes 01-02-70. LLIGA SABADELL-BARCELONA 3-2 04-02-70. COPA DE FIRES INTER MILAN - BARCELONA 1-1 15-02-70. LLIGA BARCELONA-SEVILLA 1-0 01-03-70. LLIGA ATHLETIC DE MADRID-BARCELONA 1-1 08-03-70. LLIGA BARCELONA-VALENCIA 1-0 15-03-70. LLIGA CELTA DE VIGO-BARCELONA 1-2 19-03-70. AMISTÓS SANT ANDREU-BARCELONA 0-1 19-03-70. AMISTÓS RAPITENCA-BARCELONA 2-4 22-03-70. LLIGA BARCELONA-MALLORCA 5-1 29-03-70. LLIGA GRANADA-BARCELONA 0-0 31-03-70. AMISTÓS CADIZ-BARCELONA 1-2 05-04-70. LLIGA BARCELONA-ZARAGOZA 4-2 12-04-70. LLIGA BARCELONA-LAS PALMAS 0-0 19-04-70. LLIGA ELCHE-BARCELONA 1-0 01-05-70. AMISTÓS CALELLA-BARCELONA 3-3 03-05-70. COPA GENERALISIMO ESPANYOL-BARCELONA 2-1 07-05-70. AMISTÓS FIGUERES-BARCELONA 1-4 10-05-70. COPA GENERALISIMO BARCELONA-ESPANYOL 3-1 11-05-70. AMISTÓS LLEIDA-BARCELONA 3-0 17-05-70. COPA GENERALISIMO CELTA DE VIGO-BARCELONA 1-0 20-05-70. AMISTÓS MATARO-BARCELONA 1-3 24-05-70. COPA GENERALISIMO BARCELONA-CELTA DE VIGO 3-0 28-05-70. AMISTÓS BADALONA-BARCELONA 0-3 28-05-70. AMISTÓS TORELLO-BARCELONA 0-5 30-05-70. COPA GENERALISIMO REAL MADRID-BARCELONA 2-0 06-06-70. COPA GENERALISIMO BARCELONA-REAL MADRID 1-1 24-06-70. AMISTÓS MANRESA - BARCELONA 2-8 |